# Уолш, Александра
Александра Уолш (англ. Alexandra Walsh; род. 31 июля 2001, Нашвилл) — американская пловчиха, специализирующаяся на комплексном плавании, трёхкратная чемпионка мира, трёхкратная чемпионка Панамериканских игр 2019, серебряный призёр Олимпийских игр 2020.
Старшая сестра пловчихи Гретчен Уолш.

## Карьера
Выступала в 2019 году на Панамериканских играх, где выиграла три золотые медали.
На перенесённых из-за пандемии коронавируса с 2020 на 2021 год Летних Олимпийских играх завоевала серебряную медаль в заплыве 200 метров комплексным стилем, став второй после японской пловчихи Юи Охаси и опередив свою соотечественницу Кейт Дуглас.
На чемпионате мира 2022, который проходил в Будапеште, завоевала три золотые медали, две из которых были в эстафетах и стала трёхкратной чемпионкой мира по плаванию. В том же году на чемпионате мира по плаванию на короткой воде, который проходил в Мельбурне, завоевала серебряную и бронзовую медали.
На чемпионате мира 2023, который проходил в Фукуоке, завоевала серебряную медаль в заплыве 200 метров комплексным стилем, уступив соотечественнице Кейт Дуглас и опередив спортсменку из Китая Юй Итин.
В 2025 году на чемпионате мира в Сингапуре стала второй в заплыве на дистанции 200 метров комплексным плаванием. 